# Savignac-les-Églises
 Savignac-les-Églises  es una población y comuna francesa, situada en la región de Aquitania, departamento de Dordoña, en el distrito de Périgueux. Es el chef-lieu del cantón de Savignac-les-Églises, aunque Sorges y Antonne-et-Trigonant la superan en población.

## Demografía
| 682 | 625 | 732 | 722 | 853 | 898 |
| Para los censos de 1962 a 1999 la población legal corresponde a la población sin duplicidades (Fuente: INSEE [Consultar]) |     |     |     |     |     |